# Richard Hecht
Richard Emil Hecht  (* 21. März 1925 in Spöck; † 28. Juli 1999 in Bruchsal) war Verwaltungsfachmann, Bürgermeister von Spöck, Mitinitiator des Gemeindezusammenschlusses und erster Bürgermeister von Stutensee sowie Mitglied der Freien Wählervereinigung Baden-Württembergs.

## Leben und Wirken
Nach seinem Schulbesuch in Spöck erhielt er ab 1941 bei der Stadtverwaltung in Karlsruhe eine Verwaltungsbildung und erreichte nach seiner Festanstellung in den 1950er Jahren die Position eines Oberinspektors.
Hecht wurde am 1. August 1958 von seiner Heimatgemeinde Spöck zum Bürgermeister gewählt. Er war im Rahmen der Verwaltungsreform neben Arnold Hauck, (damaliger Bürgermeister in Staffort) einer der Initiatoren zur Gründung der Gemeinde Stutensee.
Im März 1975 wurde er zum ersten Bürgermeister dieses neuen Gemeindezusammenschlusses gewählt und 1983 mit 98,9 % eindrücklich im Amt bestätigt. 1991 trat Hecht in den Ruhestand. Er war langjähriges Mitglied im Kreistag Karlsruhe und engagierte sich in verschiedenen kommunalen Verbänden der Region Nordbaden. Sein Nachfolger im Amt des Bürgermeisters wurde Klaus Demal.
Seit 1951 war Richard Hecht mit Irmgard, geborene Weßbecher, verheiratet.

## Ehrungen
- Ehrenbürger der Stadt Stutensee (1991)
- Die Stutensee-Spöcker Richard-Hecht-Schule wurde nach ihm benannt.[1]